# Anchigarypus
Genre
Anchigarypus est un genre de pseudoscorpions de la famille des Garypidae.

## Distribution
Les espèces de ce genre se rencontrent sur les côtes de l'océan Pacifique au Mexique, aux États-Unis, au Japon et en Corée du Sud.

## Liste des espèces
Selon Harvey, Hillyer, Carvajal & Huey, 2020 :
- Anchigarypus californicus (Banks, 1909)
- Anchigarypus guadalupensis (Chamberlin, 1930)
- Anchigarypus japonicus (Beier, 1952)

## Publication originale
- Harvey, Hillyer, Carvajal & Huey, 2020 : Supralittoral pseudoscorpions of the genus Garypus (Pseudoscorpiones : Garypidae) from the Indo-West Pacific region, with a review of the subfamily classification of Garypidae. Invertebrate Systematics, vol. 34, no 1, p. 34-87.